# Jinny Jacinto
Jinny Jessica Jacinto (Montreal, 8 de mayo de 1976) es una contorsionista canadiense, conocida por su trabajo con el Cirque du Soleil y sus apariciones en cine y televisión.

## Trayectoria
Sus padres eran peruanos de nacimiento. Se formó en gimnasia y contorsionismo en L’École Nationale de Cirque de Montreal. Entre los 12 y los 14 años Jacinto fue miembro del Cirque du Soleil, como una de las cuatro niñas que trabajaban en un grupo de contorsionistas. Sus números formaron parte de espectáculos como Nouvelle Expérience, Saltimbanco y la serie para televisión Solstrom. Ganaron una medalla de oro en la 13ª edición del Festival Mondial Du Cirque De Demain realizado en París en 1990 y un Clown d'Or en la 16ª edición del Festival Internacional de Circo de Montecarlo en 1992.
Durante el espectáculo de danza Tono, la periodista y crítica Kathryn Greenaway describió como "impresionante" la actuación inicial de Jacinto, que terminó con ella girándose para "revelar un cráneo de caballo esbelto y elegante delicadamente equilibrado sobre su antebrazo". Este espectáculo fue presentado por Red Sky Performance, con sede en Ontario, en el festival Coups de théâtre.El coreógrafo Laronde dijo que el casting de Jacinto tenía como objetivo "transmitir el carácter sobrenatural del chamán", y continuó "cuando el chamán sueña, a menudo sueña al revés, mientras que la gente normal sueña del lado derecho".
En 2001, Jacinto participó en la producción de Robert Lepage de Zulu Time en R para Romeo. La producción, que analizaba las cuestiones relacionadas con los terroristas y los viajes aéreos, estaba prevista para estrenarse en Nueva York durante el mes de septiembre. A raíz de los ataques del 11 de septiembre en Estados Unidos la obra fue cancelada.
Participó, en 2004, en una instalación de arte de la directora Paulette Phillips titulada La vida secreta de los criminales. La pieza se inspiró en una investigación policial sobre la muerte de una mujer, sobre la que Phillips dijo que la actuación de Jacinto, que podía "convertir su cuerpo en un pretzel" y estaba "constantemente en movimiento", sugería "lo misterioso presentado bajo una mirada científica: el principio de incertidumbre de Heisenberg en juego, sugiriendo que el observador afecta a lo observado". Este mismo año, apareció como parte de la producción teatral Variété, haciendo el papel de una muñeca de trapo,y actuó en el episiodio 21 de la tercera temporada de Cirque des Merveilles.
Trabajó en una campaña publicitaria del Residence Inn by Marriott creada por McGarryBowen de Nueva York. En el anuncio, Jacinto toma una manzana de una bolsa en el mostrador de la cocina, le da un saque de tenis en el aire y, sin esfuerzo, se coloca sobre el mostrador y atrapa la manzana con la parte superior de su pie. La idea del anuncio era ilustrar el servicio de habitaciones del hotel.
En 2023 actuó en el espectáculo Le Bal des Petites Âmes.

## Reconocimientos
Por su número de contorsión en el Cirque du Soleil, el cuarteto de artistas en el que actuaba Jacinto, ganó una medalla de oro en la 13ª edición del Festival Mondial Du Cirque De Demain realizado en París en 1990 y un Clown d'Or en la 16ª edición del Festival Internacional de Circo de Montecarlo en 1992.